# Musa Annasaparow
Musa Annasaparow (* 23. März 2000) ist ein turkmenischer Eishockeyspieler.

## Karriere
Bei der Weltmeisterschaft 2022 nahm Musa Annasaparow erstmals an der Division III teil. Auch bei den Weltmeisterschaften 2023 und 2024 spielte er in der Division III.